# John Kahrs
John Kahrs (ur. 1967) – amerykański animator i reżyser filmów animowanych, pracujący dla wytwórni The Walt Disney Company. Jest zdobywcą Oskara w 2013 w kategorii Najlepszy Animowany Film Krótkometrażowy za Paperman (2012).

## Filmografia

### Reżyseria
- 2012: Paperman (+podkładanie głosu jako George)

### Animacje
- 2010: Zaplątani
- 2008: Piorun
- 2007: Ratatuj
- 2004: Iniemamocni
- 2002: Mike’s New Car
- 2001: Potwory i spółka
- 1999: Toy Story 2
- 1998: Dawno temu w trawie